# Pascua Juvenil
La Pascua Juvenil es un movimiento de la Iglesia católica en el cual se reúnen jóvenes en la época de Pascua en diferentes países como España, México, Chile, República Dominicana, Paraguay, Puerto Rico y Venezuela con el objetivo de meditar, orar y tener actividades que ayuden a la espiritualidad de los mismos jóvenes.

## Origen
El origen de la Pascua Juvenil se remonta al movimiento Taizé, el cual lleva la connotación de: contemplación, compromiso, comunión, ecumenismo, lucha y juventud. Taizé comenzó en 1960 y la primera Pascua juvenil se realizó en 1970 en España. Existían al principio dos enfoques: el marista y el salesiano, ambos originados en Cataluña. 
La pastoral juvenil de Barcelona dio inicio a la Pascua Juvenil con un conjunto de actividades, tales como: cursillos, campamentos, marchas, retiros, ejercicios espirituales, jornadas de estudio y encuentros de espiritualidad. Por su parte, el enfoque marista comienza en 1974 en Lérida, haciendo hincapié en la convivencia y los ejercicios espirituales.

## Países donde se realiza la Pascua Juvenil
- Argentina
- Chile
- Colombia
- Cuba
- Ecuador
- El Salvador
- España
- México
- Nicaragua
- República Dominicana
- Panamá
- Paraguay
- Perú
- Guatemala
- Puerto Rico
- Venezuela
- Costa Rica
- Estados Unidos

## Organización
La organización de una Pascua Juvenil puede seguir las sugerencias de maristas o de salesianos, sin embargo, otras congregaciones apoyan sin una guía específica. Toma aproximadamente 6 meses su organización e incluye un programa por día con un balance adecuado de actividades como:
- Canto
- Deporte
- Oración
- Meditación
- Conferencias
- Dinámicas
- Conciertos

La Pascua Juvenil dura normalmente una semana y se celebra comúnmente en el transcurso de la Semana Santa. Se realiza en lugares amplios como escuelas o colegios, y por lo general, los jóvenes no pernoctan en el sitio, sino que acuden solo durante el día.